# 神奇阿呦
《神奇阿呦》是中国大陆拍摄的一部动画，由刘北执导，该作主要讲述的是来自宇宙的阿呦帮助人类小学生小米的故事。

## 剧情
某天，对生活苦恼的小米在许愿的时候，意外的遇到了来自外太空的阿呦，而后阿呦成为了小米的家人，并通过一些方式来帮助生活中出现了困难的小米。

## 電視原聲
| 曲序 | 曲目               | 演唱 |
| ---- | ------------------ | ---- |
| 1.   | 阿呦阿呦（片头曲） | 閃閃 |

| 曲序 | 曲目             | 演唱 |
| ---- | ---------------- | ---- |
| 2.   | 我和你（片尾曲） | 唐寧 |

## 制作组名单
- 製片：李媛、張玉、吳彩華、楊蕊
- 分鏡設計：胡一泊、劉磊、李亮、嚴尉華、徐善為
- 造型設計：陶然、吳瑞旎
- 美術設計：李慶韜、玉斌、葉建輝、向蘭、張鴻瑞
- 動畫總監：楊勇、劉弘智
- 動畫指導：劉雪、趙美、紀朝旭、張寅、代文娟、王堯、董敏、於翀、朱潔
- 編劇助理：謝筱禹
- 原畫製作：陳蘭、龔秀源、高源、侯佳、胡錦橋、蔣磊、賈婷婷、李劍、黎敏、陸曦、劉宇翔、李祝、劉樟、石磊、尹嘉庚、於浩翔、張環、曾楠
- 動畫製作：叢培成、胡慶、黃準、金婷、劉苗苗、賴霜、毛青、彭玲、孫浩、譚正英、王強、邢逸荷、嶽楠、嚴瑤、周慶
- 背景繪製：曹惠芳、崔卓、郭艾梅、伽馬、江新維、彭科、LINA、賴毅、吳斌、邢瀟楠、葉蓮芝、楊珊、張閃亮
- 3D製作：梁社田、吳彥彤、郭鑫、劉毅、孫鵬、任海涵、劉志勇
- 後期合成：孔令君、趙玉成、吳姍、呂豔、趙明
- 製作協助：毛思明、王鈺寅、王冉、吳海明、何硯、隆重、譚淑萍、齊欣欣、劉婧、王鵬、慶鵬、馬達巾、薛蓮
- 配音演員：郝幽玥、叮噹、谷放冰、張傑、山新、皇貞季、王敏納、鄭小璞
- 音頻製作：唯優印象（北京）文化傳播有限公司
- 配樂：周格非
- 媒體發行：閆海霞

## 外部連結
- 豆瓣电影上《神奇阿呦》的資料 （简体中文）

## 类似
- 哆啦a梦
- 章鱼p的原罪